# Gmach sądu we Wrześni
Gmach sądu we Wrześni – neorenesansowy budynek użyteczności publicznej zlokalizowany przy ul. Jana Pawła II 10 we Wrześni. Zbudowany w 1906, przez większość historii siedziba sądu. W budynku mieści się Sąd Rejonowy we Wrześni (w latach 2013-2014 w wyniku tzw. reformy Gowina znajdował się w nim Wydział Zamiejscowy Sądu Rejonowego w Środzie Wielkopolskiej).

## Architektura
Budynek wolnostojący na planie prostokąta położony na rogu ul. Sądowej i Jana Pawła II. Elewacja wystawiona na tę drugą. W sąsiedztwie znajduje się budynek więzienia.
Budynek trójkondygnacyjny z podpiwniczeniem i użytkowym poddaszem, nakryty wysokim dachem – dwuspadowym ozdobionym szerokimi wystawami dachowymi. Elewacja w partii cokołowej oblicowana granitem. Okna i naroża są obramowane piaskowcem. Czteroosiowe boczne elewacje budynku wieńczą wysokie szczyty. Wejście główne umieszczone asymetrycznie, ujęte profilowanym portalem o ozdobnym zwieńczeniu (m.in. z wizerunkiem orła).

## Historia
Budynek wybudowany w 1906 na potrzeby sądu okręgowego (niem. Amstgericht). Funkcję tę pełnił z przerwą w latach 1975–1987. Ponadto mieściły się w nim inne biura prawnicze (notariusz, prokurator). W 1991 budynek wpisano do wojewódzkiej ewidencji zabytków.

## Wydziały
- I Wydział Cywilny
- II Wydział Karny
- III Wydział Rodzinny i Nieletnich
- IV Wydział Ksiąg Wieczystych

## Galeria

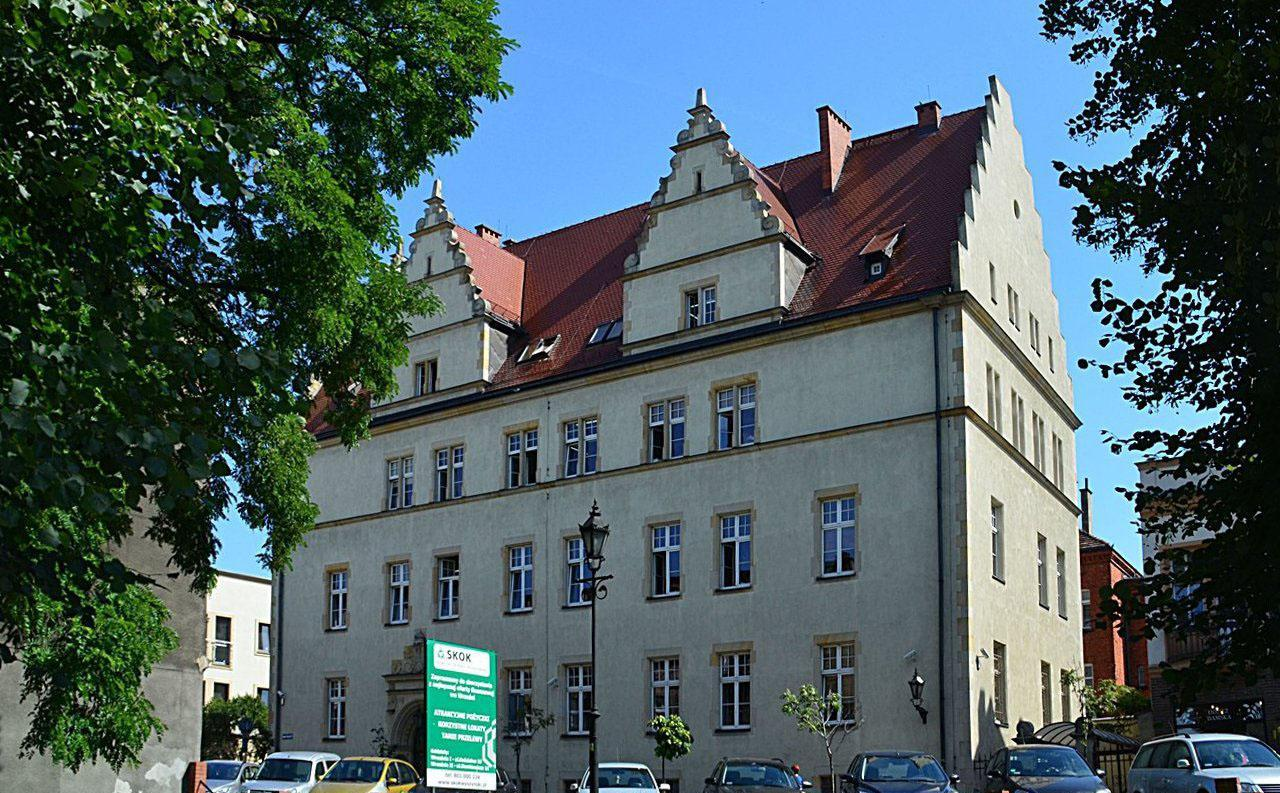
Gmach widziany z ul. Rzecznej
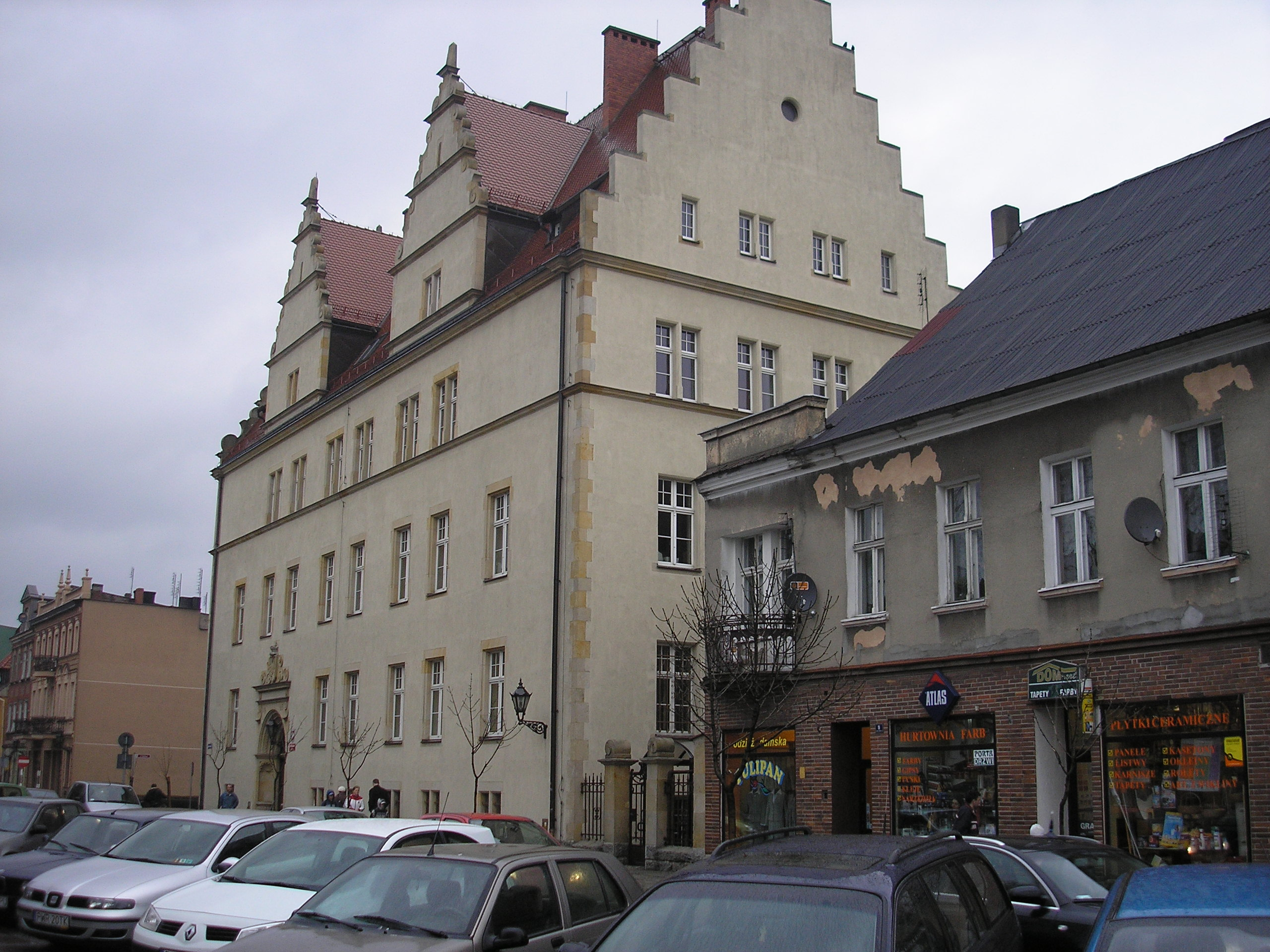
Gmach widziany z ul. Jana Pawła II
Gmach w grafice wektorowej
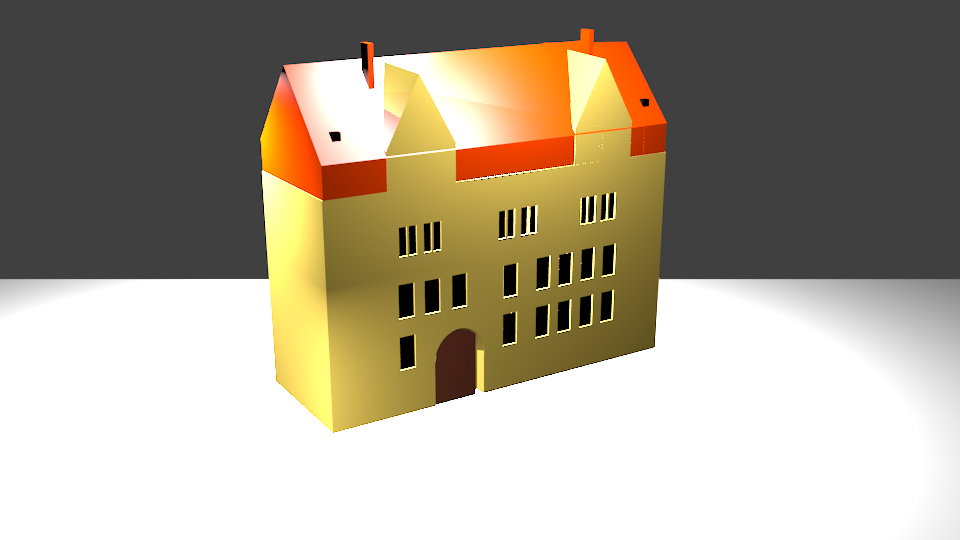
Gmach sądu w 3D
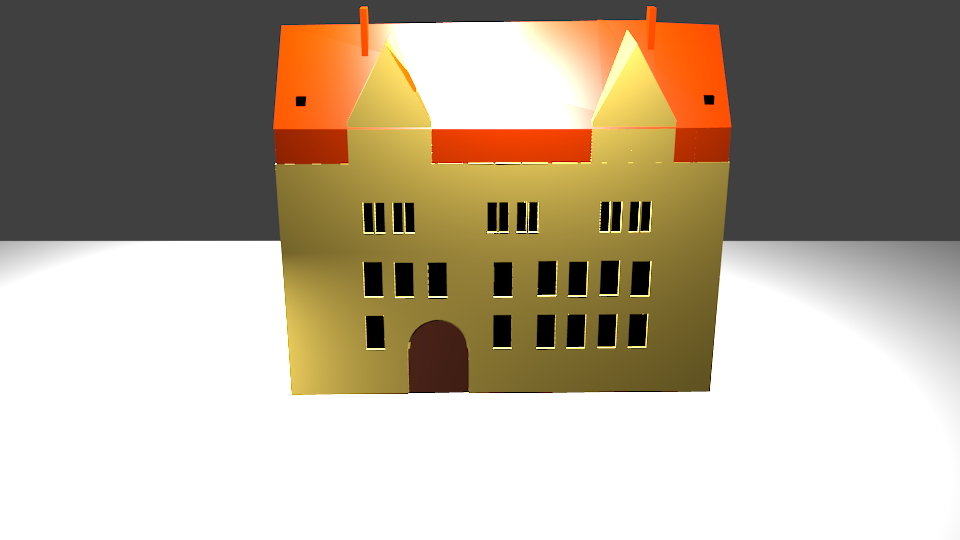
Gmach sądu w 3D